# Dano Heriban
Daniel Heriban (Nagyszombat, 1980. március 25. – Szentgyörgy, 2023. május 24.) szlovák színész, zenész.

## Életrajz
2004-ben szerzett diplomát a Pozsonyi Színművészeti Főiskolán. Ezután színházakban kezdett játszani. 2014-ben a Szlovák Nemzeti Színházhoz csatlakozott. Utolsó filmje a Muž, který stál v cestě című volt amit halála után egy nappal adták ki. 2012-ben és 2013-ban Dosky-díjat kapott majd 2015-ben egy OTO díjat. 
2023. május 24-én halt meg szívrohamban, 43 évesen.

## Magánélete
2005-ben feleségül vette Slávka Halčáková szlovák színésznőt. 2007-ben váltak el. 2016-ban feleségül vette Kamila Heribanová színésznőt. A párnak két fia született. 

## Filmográfia
Mozifilmek
- After... (2006)
- Oslava (2014)
- Únos (2017)
- Parralel (2018)
- Scumbag (2020)
- Muž, který stál v cestě (2023)

Tv-filmek és sorozatok
- Kvet stastia (2002, egy epizódban)
- Kredenc (2014)
- Horná Dolná (2015)
- Hniezdo (2020, 11 epizódban)
- Druhá sanca (2022)